# Juliomys
Genre
Juliomys est un genre de rongeurs de la famille des Cricetidae.

## Systématique
Le genre Juliomys a été créé en 2000 par le zoologiste uruguayen Enrique M. González (d). Il est dédié au zoologiste argentin  Julio Rafael Contreras (1933-2017).

## Liste des espèces
Selon Mammal Species of the World (version 3, 2005)  (1 septembre 2021) :
- Juliomys pictipes (Osgood, 1933)
- Juliomys rimofrons Oliveira & Bonvicino, 2002

D'autres sources telles que BioLib, ITIS ou NCBI reconnaissent d'autres espèces :
- † Juliomys anoblepas (Winge, 1887)[2]
- Juliomys ossitenuis Costa, Pavan, Leite & Fagundes, 2007[2],[3],[4]
- Juliomys ximenezi Christoff, Emerson, Vieira, Larissa, Oliveira, Goncalves, Valiati & Tomasi, 2016[4]